# ГЕС Xiàqiáo
ГЕС Xiàqiáo (下桥水电站) — гідроелектростанція на півдні Китаю у провінції Гуансі. Входить до складу каскаду на річці Longjiang, правій твірній Liujiang, яка впадає ліворуч до основної течії річкової системи Сіцзян (завершується в затоці Південно-Китайського моря між Гуанчжоу та Гонконгом) на межі ділянок Hongshui та Qian.
В межах проекту річку перекрили бетонною арковою греблею висотою 83 метра та довжиною 213 метрів, яка утримує водосховище з припустимим коливанням рівня поверхні у операційному режимі позначками 280 та 282 метра НРМ (під час повені до 285,8 метра НРМ).
Зі сховища ресурс подається до машинного залу, розташованого на лівобережжі за три сотні метрів від греблі. Тут встановили дві турбіни типу Френсіс потужністю по 25 МВт, які забезпечують виробництво 197 млн кВт-год електроенергії на рік.
Видача продукції відбувається по ЛЕП, розрахованій на роботу під напругою 110 кВ.